# Višvaguru Mahéšvaránanda
Višvaguru mahámandaléšvar paramhans svámí Mahéšvaránanda, narozený jako Mangílál Garg, známý též jako Višvagurudží (* 15. srpna 1945, Rúpávás, Radžasthán, Indie), je jogínský guru z linie Óm šrí Alakhpurídží siddha píth parampara a autor a zakladatel systému "Jóga v denním životě".
Pochází z indického státu Radžasthánu. Je žákem paramhanse svámího Mádhavánandy. Do Evropy přijel v roce 1970, seznámil se s mentalitou západního člověka a jeho duchovnímu hledání otevřel cestu jógy. Propojil starodávnou jógovou tradici se svými bohatými zkušenostmi a výsledky bádání moderní vědy. Vytvořil tak integrální systém cvičení nazvaný Jóga v denním životě, který se z Evropy rozšířil do všech částí světa. Tento systém byl a je višvaguruem Mahéšvaránandou aktivně propagován i v České republice, kterou navštěvuje od roku 1973.
V roce 1998 během mahá kumbhamély v Haridváru byl v přítomnosti píthadéšvara áčárji mahámandaléšvara šrí svámího Višvadévánandy vysvěcen shromážděním představitelů řádu Mahá nirvání akháry za mahámandaléšvara. V roce 2001 mu byl v přítomnosti Jeho Svatosti džagadgurua šankaráčárji šrí svámího Narendránandy Sarasvatího udělen shromážděním Vidvat Samadž (profesoři a studenti Sanskrit University Benares) duchovní titul Višvaguru, a to při příležitosti hinduistické pouti Kumbhaméla v Prajágrádži (Iláhábád).

## Dětství a mládí
Jeho rodiči byli pandit šrí Krišna Rámdží Garg a šrímatí Phúl Dévídží Gargová. Jeho otec byl astrologem. Vyrůstal se dvěma bratry a třemi sestrami a brzy prý začal trávit většinu svého času v modlitbách a rozjímání. Jeho otec zemřel, když mu bylo dvanáct let, a jeho matka ho poslala ke svámímu Mádhavánandovi k dalšímu vzdělávání. S tímto svým Mistrem, nazývaným též Holy Gurudží, se setkal ve věku 13 let. Mladý Mangílál projevoval malý zájem o školu, o to více prosil svého strýce Holy Gurudžího, aby z něj učinil sanjásína (ten žije velmi odříkavým způsobem života, putuje a rozdává duchovní poznání). Toto zasvěcení od Mistra díky svému neochvějnému odhodlání nakonec získal a po usilovné anuštáně obdržel požehnání bhagvána šrí Dípa Nárájana Maháprabhudžího a své poslání .

## Hlavní body učení
K cílům „Jógy v denním životě“ patří:
- tělesné zdraví,
- duševní zdraví,
- sociální zdraví,
- duchovní zdraví,
- seberealizace a uskutečnění Božského v nás.

Těchto cílů lze dosáhnout:
- láskou a pomáháním všem tvorům,
- úctou k životu, ochranou přírody a životního prostředí,
- mírumilovným rozpoložením mysli,
- plnohodnotnou vegetariánskou stravou,
- čistými myšlenkami a pozitivním způsobem života,
- tělesným, duševním a duchovním cvičením,
- tolerancí vůči všem národům, kulturám a náboženstvím.

## Projekty
Pro dosažení cílů Jógy v denním životě višvaguru Mahéšvaránanda uvádí do chodu mnoho projektů. Mezi nejznámější patří:
- Celosvětová síť středisek Jógy v denním životě, která nabízejí výuku a praktické cvičení autentické jógy podle Systému Jóga v denním životě všem lidem bez ohledu na věk, sociální postavení, národnost a vyznání.[14][15]
- Charitativní škola založená pro chudé vesnické studenty.[16][zdroj⁠?!]
- Nemocnice šrí svámího Mádhavánandy.[17][zdroj⁠?!]
- Program na podporu vzdělání chudých indických dětí.[18]
- Shromažďování dešťové vody v poušti.[19][zdroj⁠?!]
- Světový mírový výbor šrí svámího Mádhavánandy a poselství Mahátmy Gándhího.[20]
- Útulek pro nemocná a stará zvířata.[21]
- Vzdělávací a výzkumné centrum "Óm ášram" s oficiálním názvem "Óm višva Díp gurukul šrí svámí Mahéšvaránanda ášram, vzdělávací a výzkumné středisko", které bylo slavnostně inaugurováno 19. února 2024.[22][23][24]
- Zalesňování pouštní krajiny.[25][zdroj⁠?!]

## Proroctví příchodu
Paramjógéšvar Svajambhú šrí Dévpurídží jednoho dne uvedl: "Ze satjalóku sestoupí zanedlouho na zem jeden ze sedmi rišiů, vezme na sebe lidskou podobu a ukáže lidstvu cestu k hodnotám, které znamenají opravdové štěstí, trvalou radost a konečné vysvobození. Riši se narodí jako chlapec a bude mu dáno jméno Mangílál. Později se proslaví pod duchovním jménem Mahéšvaránanda, a to proto, že jeho příchod přislíbil šrí Dévpurídží, zosobnění Mahéšvary – Šivova principu. Tento velký jogín a sanjásín, hrdina v obětavosti a odříkání, zřec Pravdy, se ujme úlohy šířit Nejvyšší Poznání." 

## Duchovní linie Mistrů
Višvaguru Mahéšvaránanda pochází z duchovní linie Mistrů - Óm šrí Alakhpurídží siddha píth parampary, do které náležejí:
- Param Mahásiddha Avatár šrí Alakhpurídží[29][30],
- Paramjógéšvar Svajambhú šrí Dévpurídží[31][32],
- Bhagván šrí Díp Nárájan Maháprabhudží[33][34],
- Hindu dharm samrat paramhans šrí svámí Mádhavánanda[35][36],
- Višvaguru mahámandaléšvar paramhans svámí Mahéšvaránanda[37][11]
- Šrí svámí Avatárpurídží [38][39][40]

## Ocenění
- 2019: Ocenění Yoga Ratna (Klenot jógy) od parlamentní skupiny indických tradičních věd (APPG ITS) za 50 let šíření moudrosti jógy po celém světě, Dolní sněmovna Parlamentu Spojeného království, Londýn, Velká Británie, 20.6.2019.[41][42]
- 2018: Nejvyšší akademický titul D. Litt. (Doctor Litterarum) za mimořádnou činnost v oblasti jógy, zejména za systém Jóga v denním životě, univerzita S-VYASA, Bengalúru, Indie, 12.1.2018.[43]
- 2014: Ocenění Bharat Gaurav (Chlouba Indie) za celoživotní zásluhy, Sanskriti Yuva Sanstha, Dolní sněmovna Parlamentu Spojeného království, Londýn, Velká Británie, 23.7.2014.[44][45][46]
- 2002: Chorvatské státní vyznamenání Řád Danice Chorvatské s vyobrazením Kateřiny Zrinské, Záhřeb, 26.10.2002.[47][48]
- 1990: Děkovný dopis českého prezidenta Václava Havla za nezištnou duchovní a metodickou pomoc lidem v Československu v těžké době 70. a 80. let, Praha, 23.1.1990.[49]

## Mahéšvaránanda a české země
Na učení svámího Mahášvéránandy navazuje společnost Jóga v denním životě. Sám svámí Českou republiku několikrát navštívil a vyučoval zde.

## Kontroverze
Ve druhé dekádě 21. století, kolem roku 2011, byl několika bývalými členkami nařčen z údajného sexuálního obtěžování. V Rakousku a ve Slovinsku se danými nařčeními zaobíraly patřičné úřady. Tématu se věnovaly i články v českých časopisech a na Slovensku bulvár. Počet příznivců jeho učení v Austrálii těmito nařčeními utrpěl.
Z druhé strany zazněly výpovědi, že se ve skutečnosti jednalo o vykonstruovaný komplot odpadlíků s cílem zničit práci svámího Mahéšvaránandy. Višvagurua Mahéšvaránandu nařčení zasáhla a všechna odmítl. Oficiální stanovisko společnosti JDŽ uvedlo, že uveřejněná negativní prohlášení vůči němu považuje za vykonstruovaná a nepravdivá s cílem zdiskreditovat jméno autora a jeho celoživotní úsilí a že uvedené aktivity vnímá i jako snahu o poškození společnosti JDŽ samotné.

## Publikace
- Jóga proti bolestem v zádech. Střílky: DNM import-export, s.r.o., 2003. 204 s. ISBN 80-903200-3-1.

- Jóga v denním životě a diabetes. Praha: Společnost Jóga v denním životě Praha, 2010. 176 s. ISBN 978-80-904561-0-5.

- Jóga v denním životě pro děti a mládež. Praha: Mladá fronta, 2014. 271 s. ISBN 978-80-204-2914-8.

- Moje poselství Jóga v denním životě. Střílky: DNM import-export, s.r.o., 2007. 151 s. ISBN 978-80-903200-2-4.

- Pataňdžaliho Jógasútry. První díl, Samádhi-páda. Střílky: DNM import-export, s.r.o., 2006. 215 s. ISBN 80-903200-1-5.

- Skryté síly v člověku. Praha: Mladá fronta, 2004. 244 s. Dostupné online. ISBN 80-204-1141-0.

- Systém Jóga v denním životě. Praha: Mladá fronta, 2006. 448 s. Dostupné online. ISBN 80-204-1277-8.

- Jóga v mém denním životě. Autobiografie I. Hrnčiarovce nad Parnou: Vishwaguruji Publishing House, 2006. 312 s. ISBN 978-80-9748-8512.[50]